# Vivien Leigh
Vivien Leigh, właśc. Vivian Mary Hartley (ur. 5 listopada 1913 w Dardżyling, zm. 8 lipca 1967 w Londynie) – brytyjska aktorka teatralna i filmowa, dwukrotna laureatka Oscara dla najlepszej aktorki pierwszoplanowej za kreacje Scarlett O’Hary w Przeminęło z wiatrem (1939) i Blanche DuBois w filmowej adaptacji Tramwaju zwanego pożądaniem (1951), rolę, w którą wcielała się także na deskach londyńskiego West Endu. Otrzymała również nagrodę Tony za udział w broadwayowskiej wersji Towarzysza.
Po ukończeniu edukacji w szkole teatralnej Leigh zagrała niewielkie role w czterech filmach z 1935 roku. Już dwa lata później zagrała główną postać żeńską w Wyspie w płomieniach (1937). Ceniono ją za ponadprzeciętną urodę, przez co sama Leigh uważała, że jej zdolności aktorskie nie są odpowiednio doceniane. Pomimo sławy i popularności zdobytych dzięki filmom, była przede wszystkim aktorką teatralną. W trakcie 30-letniej kariery zagrała w licznych i różnorodnych rolach: od bohaterek komedii Noëla Cowarda i George’a Bernarda Shawa do klasycznych, szekspirowskich heroin takich jak Ofelia, Kleopatra, Julia czy Lady Makbet. Pod koniec życia wcielała się w postacie charakterystyczne w kilku filmach.
Leigh często współpracowała ze swoim drugim mężem, Laurence’em Olivierem, którego żoną była od 1940 do 1960 roku. Razem występowali w wielu filmach i przedstawieniach teatralnych, których reżyserem był często sam Olivier. Przez większość dorosłego życia cierpiała na cyklofrenię. Zyskała reputację osoby, z którą trudno się współpracuje, wskutek czego w jej karierze zdarzały się okresy zastoju. Od połowy lat 40. XX wieku doznawała powtarzających się napadów przewlekłej gruźlicy, która ostatecznie przyczyniła się do jej śmierci w wieku 53 lat. W 1999 roku Amerykański Instytut Filmowy uznał ją za szesnastą najlepszą aktorkę w historii kinematografii amerykańskiej.

## Życiorys

### Wczesne lata i debiut aktorski
Urodziła się jako Vivian Mary Hartley w kampusie St. Paul’s School w Dardżyling, leżącym wówczas w Indiach Brytyjskich. Była jedynym dzieckiem angielskiego oficera Ernesta Hartleya, służącego w Kawalerii Indyjskiej, i jego żony, Gertrude Mary Frances (z domu Yackjee; 1888–1972), głęboko wierzącej katoliczki, mającej irlandzkie i armeńskie korzenie. Rodzice Leigh pobrali się w 1912 w londyńskiej dzielnicy Kensington.
W 1917 Hartleya przeniesiono do Bangalore, podczas gdy Gertrude i Vivian zamieszkały w Utakamand. Młoda Vivian zadebiutowała jako aktorka w wieku trzech lat, recytując rymowankę „Little Bo Peep” dla amatorskiego koła teatralnego, do którego należała jej matka. Matka zaszczepiła w córce szacunek do literatury, zaznajamiając ją z dziełami Hansa Christiana Andersena, Lewisa Carrolla i Rudyarda Kiplinga, mitologią grecką i folklorem Indii. W wieku sześciu lat Vivian została wysłana przez matkę do katolickiej szkoły z internatem dla dziewcząt Convent of the Sacred Heart (obecnie funkcjonującym pod nazwą Woldingham School) w Roehampton, w południowo-zachodniej części Londynu. To tam jednej z jej przyjaciółek, starszej o dwa lata Maureen O’Sullivan, wyjawiła swoje pragnienie zostania „wielką aktorką”. Ojciec Vivian wypisał ją z tej szkoły, a następnie rodzina Hartleyów wyruszyła w podróż po Europie. Swoją edukację Vivian kontynuowała w szkołach w państwach, w których aktualnie przebywała jej rodzina.
W 1931 Hartleyowie powrócili do Wielkiej Brytanii. Po seansie filmu z udziałem O’Sullivan oświadczyła rodzicom zamiar zostania aktorką, po czym ojciec zapisał ją do Royal Academy of Dramatic Art (RADA) w Londynie. Również w 1931 Hartley poznała Herberta Leigh Holmana, starszego od niej o 13 lat adwokata, którego poślubiła 20 grudnia 1932, mimo jego niechęci wobec „ludzi teatru”. Dla rodziny przerwała studia na RADA, a 12 października 1933 w Londynie urodziła córkę, Suzanne, późniejszą żonę Robina Farringtona (któremu urodziła trójkę dzieci).

### Początki kariery
Przyjaciele Leigh zachęcili ją do przyjęcia epizodycznej roli w filmie Things Are Looking Up, który był jej debiutem na dużym ekranie. Wynajęła agenta, Johna Gliddona, który uważał, że imię i nazwisko „Vivian Holman” nie jest odpowiednie dla aktorki. Po odrzuceniu jego propozycji, „April Morn”, przyjęła „Vivien Leigh” jako swój pseudonim artystyczny, zapożyczając nazwisko od drugiego imienia męża i równocześnie zmieniając pisownię imienia z „a” na „e”. Gliddon polecił ją Alexanderowi Kordzie, lecz ten uznał, że Leigh nie posiada potencjału do grania w filmach.
W 1935 wystąpiła w sztuce Maska cnoty, a za swoją rolę zebrała niezwykle pochlebne recenzje, dzięki czemu zaczęła udzielać wywiadów, a jej osoba stała się tematem artykułów prasowych. W jednej z nich reporter „Daily Express” dostrzegł „błyskawiczną zmianę na jej twarzy” – była to pierwsza publiczna wzmianka o jej nagłych zmianach w nastroju, które z czasem stało się cechą charakterystyczną Leigh. John Betjeman opisał ją jako „esencję angielskiej młodości”. Korda był widzem na premierowym spektaklu, szybko przyznał się do popełnienia błędu i podpisał z nią umowę na występy w jego filmach. Leigh kontynuowała występy w przedstawieniu, lecz gdy Korda przeniósł ją do większego teatru, aktorka nie była w stanie odpowiednio emitować głosu, by objąć liczniejszą widownię i wkrótce później sztukę zdjęto z afisza. Sama Leigh miała mieszane odczucia wobec nagle zdobytej sławy, uznania ze strony krytyków i związanej z tym presji, na którą nie była przygotowana.

### Poznanie Laurence’a Oliviera
Po raz pierwszy zobaczyła Laurence’a Oliviera w 1934 i była zachwycona jego występem w roli Tony’ego Cavendisha w sztuce Royal Family of Broadway wystawianej w Londynie. Olivier z kolei był pod wrażeniem występu Leigh w Masce cnoty, po czym złożył jej gratulacje, a niedługo później zostali przyjaciółmi. Romans nawiązali dopiero na planie filmu Wyspa w płomieniach (1937), w którym zagrali parę kochanków, Michaela Ingolby’a i Cynthię. Leigh była wówczas żoną Leigha Holmana, z Olivier mężem aktorki Jill Esmond.
Pomimo stosunkowo niewielkiego doświadczenia wybrano ją do zagrania roli Ofelii u boku Oliviera w Hamlecie wystawianym w duńskim Elsynorze. Olivier wspominał później o incydencie nagłej zmiany nastroju u Leigh w trakcie przygotowań przed rozpoczęciem inscenizacji. Bez żadnego powodu zaczęła krzyczeć na niego, potem nagle umilkła i utkwiła wzrok w przestrzeni. Sam spektakl odbył się bez problemów. Następnego dnia zachowywała się normalnie i zupełnie nie pamiętała tego zajścia. Był to pierwszy raz, kiedy Olivier był świadkiem takiego zachowania z jej strony. Zamieszkali razem, mimo że ich małżonkowie odrzucili propozycje rozwodu. Ze względu na zasady moralne funkcjonujące w środowisku filmowym ich związek utrzymywano z dala od opinii publicznej. Leigh wystąpiła z Robertem Taylorem, Lionelem Barrymorem i Maureen O’Sullivan w zrealizowanym w brytyjskim oddziale hollywoodzkiej wytwórni Metro-Goldwyn-Mayer filmie pt. Jankes w Oksfordzie (1938), pierwszym obrazie w jej dorobku, który został zauważony w Stanach Zjednoczonych. W trakcie produkcji zyskała opinię nierozsądnej osoby, z którą trudno się współpracuje; Korda polecił jej agentowi ostrzec ją, że jej umowa może nie zostać przedłużona, jeśli aktorka nie poprawi swojego zachowania. Jej następnym filmem był Zaułek św. Marcina (1938) u boku Charlesa Laughtona i Rexa Harrisona.
Pomimo sukcesów osiąganych w Wielkiej Brytanii Olivier bezskutecznie próbował zaistnieć na amerykańskim przemyśle filmowym, gdzie wciąż pozostawał nieznany. Szansa na zmianę tej sytuacji nadarzyła się wraz z propozycją zagrania roli Heathcliffa w szykowanej przez Samuela Goldwyna produkcji Wichrowych wzgórz (1939). Olivier udał się do Hollywood, zostawiając Leigh w Londynie. Goldwyn i reżyser filmu, William Wyler, oferowali jej drugoplanową rolę Izabeli, lecz odmówiła, gdyż interesowała ją jedynie rola Katarzyny, którą otrzymała Merle Oberon.

### Przeminęło z wiatrem

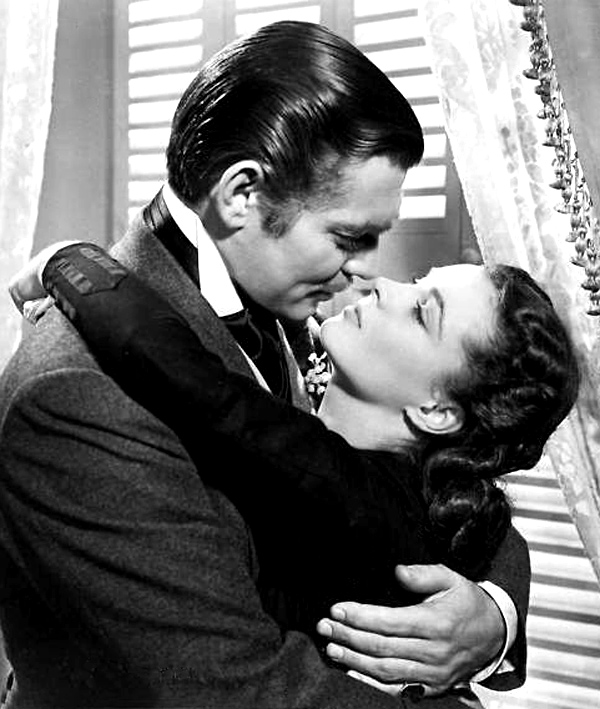
Z Clarkiem Gable’em w Przeminęło z wiatrem (1939). Dzięki roli Scarlett O’Hary zyskała międzynarodową sławę i pierwszego Oscara

W Hollywood trwało wówczas szeroko komentowane i nagłaśniane w mediach poszukiwanie odpowiedniej aktorki do roli Scarlett O’Hary w produkowanym przez Davida O. Selznicka dziele Przeminęło z wiatrem (1939), ekranizacji powieści Margaret Mitchell o tym samym tytule. Przeczytawszy książkę, Leigh poleciła swojemu amerykańskiemu agentowi, by zaproponował jej kandydaturę Selznickowi do obsadzenia żeńskiej roli. W jednym z wywiadów wyznała, że „widzi siebie w roli Scarlett O’Hary”. Recenzentka filmowa C. A. Lejeune z „The Observer” wspominała po latach rozmowę z tego okresu, w którym Leigh wprawiła ją w zdumienie, oświadczając, że „Olivier nie zagra Rhetta Butlera, ale ja zagram Scarlett O’Harę. Uzbrój się w cierpliwość”. Amerykański agent Leigh był zarazem reprezentantem na Londyn agencji Myrona Selznicka, brata Davida. W lutym 1938 Leigh zapytała, czy mogłaby zagrać O’Harę. Selznick, który w tym samym miesiącu obejrzał jej występy w Wyspie w płomieniach i Jankesie w Oksfordzie, uznał, że choć wypadła świetnie, to nie pasuje do roli O’Hary, gdyż była „zbyt brytyjska”. Leigh wybrała się do Los Angeles, aby być z Olivierem i osobiście spróbować przekonać Selznicka, że nadaje się do tej roli. Gdy Myron Selznick, który równocześnie był reprezentantem Oliviera, spotkał Leigh, poczuł, że aktorka posiadała niezbędne atrybuty, których poszukiwał jego brat. Według legendy, Myron Selznick przyprowadził Leigh i Oliviera na plan zdjęciowy, gdzie akurat kręcono scenę płonącej Atlanty, i przedstawił Leigh swojemu bratu, mówiąc: „Cześć, geniuszu! Poznaj swoją Scarlett O’Harę”. Następnego dnia Leigh przeczytała dla niego scenę i wzięła udział w zdjęciach próbnych. Następnie Selznick wysłał notatkę do swojej żony: „Ona [Leigh] jest czarnym koniem w tym wyścigu. Wygląda cholernie dobrze. Tylko dla twoich oczu: zostały jedynie Paulette Goddard, Jean Arthur, Joan Bennett i Vivien Leigh”. Reżyser obrazu, George Cukor, przyznał mu rację i pochwalił „niesamowite rozhukanie” u Leigh; wkrótce później potwierdzono jej angaż do roli O’Hary.
Powstawanie zdjęć do filmu okazało się dla niej trudnym przeżyciem. Cukora szybko zwolniono, zastępując go Victorem Flemingiem, z którym aktorka często się spierała. Wraz z Olivią de Havilland potajemnie nocami i w weekendy spotykały się z Cukorem i prosiły go o porady w sprawie tego, jak mają odgrywać swoje role. Na planie zaprzyjaźniła się z odtwórcą roli Rhetta Butlera, Clarkiem Gable’em, i jego żoną, Carole Lombard, a także Olivią de Havilland; jednakże kłóciła się z Anglikiem Lesliem Howardem, z którym musiała zagrać kilka emocjonalnych scen. Niekiedy wymagano od niej pracy przez siedem dni w tygodniu, często do późnych godzin nocnych, co potęgowało jej ból wywołany tęsknotą za pracującym w Nowym Jorku Olivierem. W rozmowie telefonicznej z nim wyznała: „Kotku, mój kotku! Jak ja nie znoszę grania w filmach! Nie cierpię, nie cierpię i nigdy więcej już nie zagram w żadnym filmie!”. Olivia de Havilland w wydanej w 2005 biografii Oliviera zaprzeczyła stawianym Leigh zarzutom o zachowania maniakalne podczas powstawania Przeminęło z wiatrem: „Vivien była nienagannie profesjonalna, nienagannie zdyscyplinowana na planie Przeminęło z wiatrem. Martwiły ją dwie rzeczy: dawanie z siebie wszystko w skrajnie wymagającej roli i rozstanie z Larrym [Olivierem], który przebywał w Nowym Jorku”.
Przeminęło z wiatrem przyniosło Leigh natychmiastową sławę i zainteresowanie. Ona sama miała duży dystans do tej roli, często cytowano jej słowa: „Nie jestem gwiazdą filmową – jestem aktorką. Bycie jedynie gwiazdą filmową to takie nieprawdziwe życie, dla sztucznych wartości i dla taniego rozgłosu. Aktorki przez długi czas mają co robić i zawsze są wspaniałe role do zagrania”. Film zdobył 10 nagród Amerykańskiej Akademii Filmowej, w tym dla najlepszej aktorki pierwszoplanowej dla Leigh
, która wygrała też New York Film Critics Circle Award for Best Actress.

### Małżeństwo z Olivierem i wspólne projekty

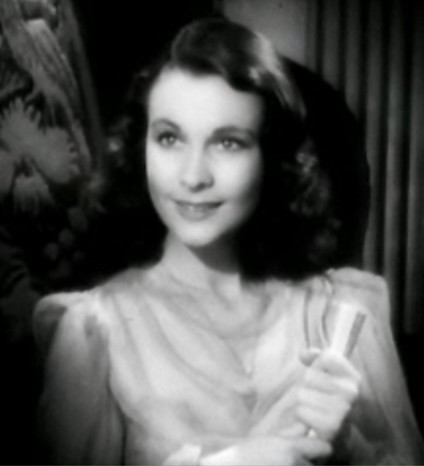
Kadr z melodramatu Pożegnalny walc (1940). Dla Leigh był to ulubiony film z jej udziałem

W lutym 1940 Jill Esmond zgodziła się na rozwód z Olivierem, a Leigh Holman na rozwiązanie małżeństwa z Vivien Leigh, chociaż pozostali bliskimi przyjaciółmi aż do śmierci aktorki. Esmond przyznano opiekę na Tarquinem, jej synem z Olivierem. Holman otrzymał prawo do wychowania Suzanne, jego córki z Leigh. 31 sierpnia 1940 Olivier i Leigh pobrali się podczas prywatnej uroczystości w Santa Barbara. Jedynymi osobami zaproszonymi na ceremonię byli świadkowie młodej pary: Katharine Hepburn i Garson Kanin. Leigh żywiła nadzieję na partnerowanie Olivierowi w reżyserowanym przez Alfreda Hitchcocka thrillerze Rebeka, w którym Olivier zagrał główną rolę. Wzięła udział w zdjęciach próbnych, ale Selznick (producent obrazu) i Cukor zgodnie stwierdzili, że „nie jest dość młoda i niewinna”. Selznick zaobserwował również, że Leigh nie okazywała większego zainteresowania rolą, dopóki nie potwierdzono zaangażowania Oliviera, więc zamiast Leigh wybrał Joan Fontaine. Równocześnie nie zgodził się na jej występ w produkowanym przez M-G-M kostiumowym melodramacie Dumie i uprzedzeniu (1940), którego gwiazdą był Olivier; upragnioną przez nią rolę zagrała Greer Garson. Także w Pożegnalnym walcu (1940) dla M-G-M zagrać mieli Leigh i Olivier, lecz zamiast niego wystąpił znajdujący się wówczas w szczycie popularności Robert Taylor. Znalazła się na szczycie napisów początkowych, co potwierdzało jej status w Hollywood, a sam film spotkał się z życzliwym przyjęciem krytyków i cieszył się popularnością wśród widzów.
Wraz z Olivierem wystawiła na Broadwayu sztukę Romeo i Julia. Nowojorska prasa w swoich artykułach piętnowała cudzołożne początki związku Leigh i Oliviera, a także ich brak zaangażowania dla czynu wojennego w ojczystej Anglii. Recenzenci chłodno przyjęli tę inscenizację. Brooks Atkinson z „The New York Timesa” napisał: „chociaż panna Leigh i pan Olivier są pięknymi młodymi ludźmi, z trudem odgrywają swoje role”. Krytykowano głównie grę i reżyserię Oliviera, ale także Leigh zebrała słowa nagany. Bernard Grebanier dostrzegł „cienką jakość głosu panny Leigh”. Para zainwestowała niemal wszystkie oszczędności w to przedstawienie. Jego klęska miała dla nich także daleko idące konsekwencje finansowe.

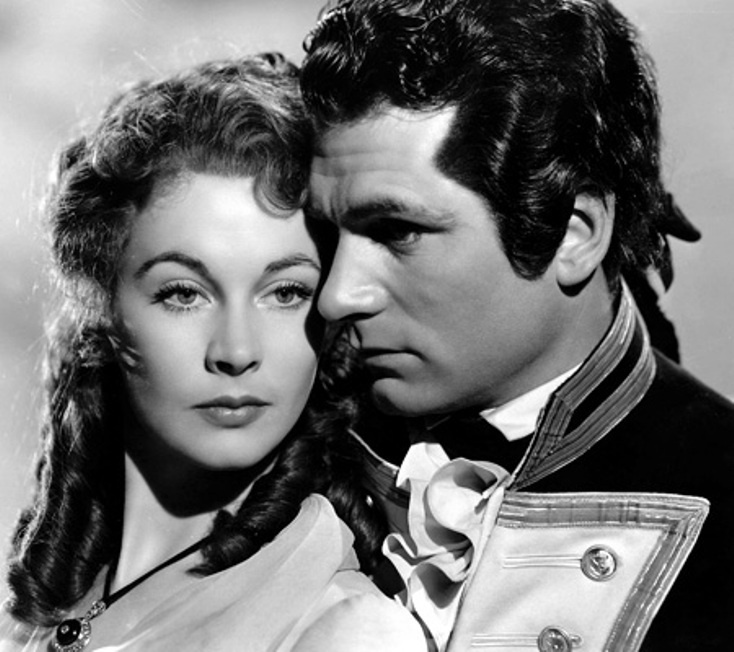
Z Olivierem w Lady Hamilton (1941). Był to ulubiony film Winstona Churchilla

Potem wystąpili wspólnie w melodramacie Lady Hamilton – Olivier jako Horacy Nelson, a Leigh jako Emma Hamilton. W neutralnych dotąd Stanach Zjednoczonych film ten był jednym z kilku produkcji mających na celu wzbudzenie probrytyjskiej sympatii wśród amerykańskiej widowni. Obraz zdobył popularność w USA; szczególny sukces osiągnął w Związku Radzieckim. Winston Churchill, dla którego film ten był jego ulubionym, zaaranżował nawet specjalny seans dla Franklina D. Roosevelta i kilku innych ludzi, a po jego zakończeniu powiedział: „panowie! Sądziłem, że ten film powinien was zainteresować, gdyż ukazuje wielkie wydarzenia, podobne do tych, które właśnie stały się waszym udziałem”. Olivierowie byli bliskimi przyjaciółmi Churchilla i byli jego gośćmi na kolacjach i innych spotkaniach towarzyskich aż do śmierci polityka. O Leigh powiedział tak: „na Boga! Ona jest śliczna”.
Małżeństwo wróciło do Wielkiej Brytanii. W 1943 Leigh zaangażowała się w występy dla żołnierzy walczących w Afryce Północnej. Podczas trasy zachorowała na uporczywy kaszel i gorączkę. W 1944 zdiagnozowano u niej gruźlicę w lewym płucu, przez co spędziła kilka tygodni w szpitalu. W trakcie prac nad filmem Cezar i Kleopatra (1945) odkryła, że jest w ciąży, ale wkrótce później poroniła. W następstwie tego traumatycznego przeżycia zapadła w głęboką depresję. Było to pierwsze z jej wielu załamań nerwowych, które były objawem cyklofrenii, w której trakcie fizycznie i słownie zaatakowała Oliviera, po czym szlochając upadła na podłogę. Olivier zaczął wyczuwać objawy stale powtarzającej się sekwencji: kilku dni nadpobudliwości, następującego potem okresu depresji kończącego się gwałtownym załamaniem, po którym Leigh całkowicie go nie pamiętała, choć odczuwała skruchę i zażenowanie.
W 1946 czuła się na tyle dobrze, by wznowić karierę aktorską. Londyńska inscenizacja sztuki The Skin of Our Teeth autorstwa Thorntona Wildera odniosła sukces; jednakże filmy z jej udziałem z tego okresu, Cezar i Kleopatra oraz Anna Karenina (1948) poniosły klęski.

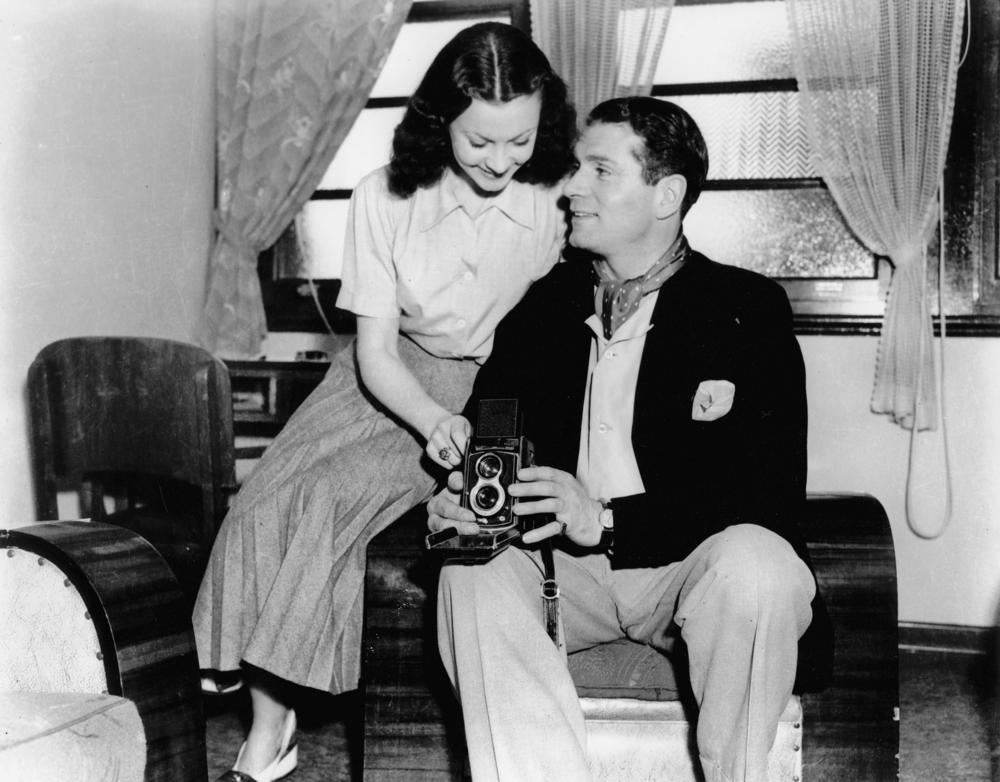
Leigh i Olivier w trakcie tournée po Australii, czerwiec 1948

W 1947 Olivier otrzymał tytuł szlachecki z rąk króla Jerzego VI. W ten sposób towarzysząca mu podczas uroczystości w Pałacu Buckingham Leigh zyskała prawo do tytułu „Lady Olivier” (po rozwodzie zachowała ten przywilej i znano ją jako „Vivien, Lady Olivier”).
Około 1948 Olivier został członkiem zarządu Old Vic Theatre i wraz z Leigh wyruszył w półroczne tournée po Australii i Nowej Zelandii w celu zbierania funduszy. Olivier zagrał tytułową rolę w Ryszardzie III i z żoną wystąpił w The School for Scandal i The Skin of Our Teeth. Trasa odniosła spektakularny sukces i pomimo doskwierającej bezsenności, a także tygodniowej niedyspozycji spowodowanej chorobą (na scenie zastępowała ją dublerka), generalnie wykonywała nałożone na nią obowiązki; Olivier zauważył jej zdolność do „oczarowywania prasy”. Pozostali członkowie obsady wspominali później o kilku kłótniach między Leigh a Olivierem; najintensywniejsza miała miejsce w Christchurch, gdy Leigh odmówiła wejścia na scenę. Olivier spoliczkował ją, Leigh odpowiedziała mu również wymierzając policzek i zaczęła go przeklinać, jednak ustąpiła i pojawiła się na scenie. Pod koniec trasy oboje byli wyczerpani i schorowani; Olivier powiedział dziennikarzowi: „możesz tego nie widzieć, ale właśnie rozmawiasz z parą żywych trupów”. Po latach miał opowiadać, że w Australii „utracił Vivien”.
Sukces tournée zachęcił Olivierów do pierwszego wspólnego występu na West Endzie, wystawiając ten sam repertuar jak z trasy, dodając jedynie Antygonę na skutek nalegań Leigh, która chciała zagrać w tragedii.

### Tramwaj zwany pożądaniem

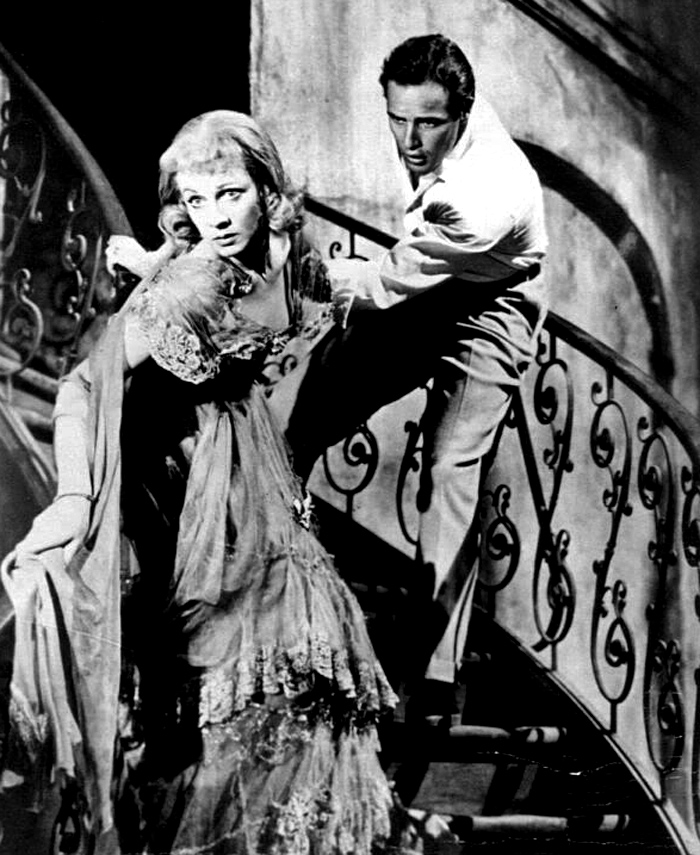
Za kreację Blanche DuBois w Tramwaju zwanym pożądaniem (1951) otrzymała drugiego Oscara dla najlepszej aktorki pierwszoplanowej. Na zdjęciu z Marlonem Brando

Następnie ubiegała się o rolę Blanche DuBois w wystawianej na West Endzie inscenizacji dramatu Tennessee Williamsa pt. Tramwaj zwany pożądaniem. Angaż otrzymała, gdy Williams i producentka przedstawienia Irene Mayer Selznick obejrzeli ją w The School for Scandal i Antygonie; na reżysera wybrano Oliviera. Zawierająca scenę gwałtu oraz odniesienia do swobody seksualnej i homoseksualizmu sztuka z założenia miała wywoływać kontrowersje, a medialne dyskusje na temat jego nieprzyzwoitości wzmacniały niepokój u Leigh, która jednak głęboko wierzyła w słuszność swojej pracy.
Po premierze Tramwaju na West Endzie w październiku 1949 roku J.B. Priestley potępił zarówno samą sztukę, jak i grę Leigh; krytyk Kenneth Tynan skomentował, że Leigh zupełnie nie pasowała do roli, gdyż brytyjscy aktorzy „są zbyt dobrze wychowani, by przekonująco posługiwać się tanimi efektami na scenie”. Sztuka odniosła sukces finansowy, aczkolwiek Olivier i Leigh byli rozgoryczeni oskarżeniami, że wynikał on po części z faktu, iż spora część widowni pragnęła obejrzeć sprośną i sensacyjną historyjkę, a nie tragedię grecką, jak Tramwaj postrzegali Olivierowie. Sztuka miała też swoich obrońców, wśród nich Noëla Cowarda, który określił Leigh jako „wspaniałą”.
Po 326 spektaklach Tramwaj zwany pożądaniem zdjęto z afisza. Wkrótce potem wybrano ją do zagrania tej samej roli w filmowej adaptacji sztuki dla Warner Bros. Jej prześmiewcze i często sprośne poczucie humoru umożliwiło nawiązanie dobrych stosunków z partnerującym jej na planie Marlonem Brando. Natomiast gorzej układała jej się współpraca z Elią Kazanem, który nie cenił jej zbyt wysoko jako aktorki. Powiedział później, że „[Leigh] miała niewielki talent, lecz im bardziej praca posuwała się naprzód, tym większego nabierałem dla niej podziwu, ze względu na największą determinację, jaką kiedykolwiek spotkałem u jakiejkolwiek aktorki. Była w stanie przeturlać się po rozbitym szkle, jeżeli miałoby to jej pomóc w budowaniu roli”. Leigh wyznała „Los Angeles Times”, że rola ją wyczerpała: „przez dziewięć miesięcy byłam w teatrze z Blanche DuBois. Obecnie znajduje się pod jej kontrolą”. Olivier towarzyszył jej w Hollywoodzie, występując jednocześnie w Siostrze Carrie (1952) w reżyserii Williama Wylera.
Tramwaj zwany pożądaniem (1951) i kreacja Leigh zebrały entuzjastyczne recenzje. Otrzymała za nią drugiego Oscara dla najlepszej aktorki pierwszoplanowej, nagrodę Brytyjskiej Akademii Sztuk Filmowych i Telewizyjnych dla najlepszej pierwszoplanowej aktorki brytyjskiej i New York Film Critics Circle Award for Best Actress. Tennessee Williams wypowiedział się o Leigh, że „wniosła do roli nie tylko wszystko to, czego chciałem, a nawet więcej niż to, o co nigdy nie ośmieliłem się marzyć”. Lata później Leigh mawiała jednak, że „granie Blanche DuBois wciągnęło mnie w szaleństwo”.

### Zmagania z chorobą
W 1951 Leigh i Olivier występowali w dwóch sztukach o Kleopatrze: Antoniuszu i Kleopatrze Szekspira i Cezarze i Kleopatrze George’a Bernarda Shawa, naprzemiennie co wieczór występując w innej sztuce, zyskując przychylne recenzje. W 1952 produkcję przenieśli na deski nowojorskiego Ziegfeld Theatre, tym razem otrzymując na ogół pozytywne recenzje. Najbardziej zjadliwą stworzył za to Kenneth Tynan, pisząc, że Leigh ma jedynie pośledni talent, przez co Olivier kompromituje swój własny. Wypowiedź Tynana dotknęła małżonków, szczególnie głęboko Leigh, którą tak przerażało widmo niepowodzenia, że długo rozmyślała nad opiniami krytyka, całkiem ignorując inne, pochlebne recenzje.
W styczniu 1953 Leigh udała się na Cejlon, by wziąć udział w filmie Ścieżka słoni (1954) u boku Petera Fincha. Niedługo po rozpoczęciu zdjęć przeżyła załamanie, a żeby osłabić symptomy choroby, poddawano ją elektrowstrząsom i kuracjom ochładzającym, a także zmuszono do jedzenia surowych jaj, by dodać sił. Ostatecznie Paramount Pictures zastąpiło ją Elizabeth Taylor. Olivier zabrał żonę do domu w Wielkiej Brytanii. Pomiędzy etapami inkoherencji Leigh wyjawiła mu, że zakochała się w Finchu i miała z nim romans. Przez kilka miesięcy dochodziła do siebie. W rezultacie wielu jej przyjaciół, dotąd nieświadomych jej choroby, dowiedziało się o jej problemach. David Niven powiedział, że była „zupełnie, zupełnie szalona”, a Noël Coward w swoim dzienniku zanotował swoje zaskoczenie na wiadomość, ze „sprawy miały się źle i stawały się coraz gorsze od 1948 albo coś koło tego”. Jej romans z Finchem rozpoczął się w 1948 i trwał z przerwami przez kilka lat, zanim nie skończył się z powodu jej pogarszającego się zdrowia psychicznego.
W 1953 Leigh wystarczająco wyzdrowiała, by zagrać w The Sleeping Prince u boku męża. Przez sezon 1955 występowali razem w Stratfordzie w trzech sztukach szekspirowskich: Wieczorze Trzech Króli, Makbecie i Tytusie Andronikusie. Występowali przed pełnymi widowniami i otrzymywali ogólnie dobre recenzje, a stan psychiki Leigh pozornie wydawał się stabilny. Zagrała główną rolę w filmie The Deep Blue Sea (1955) w reżyserii Anatole’a Litvaka. Nie potrafiła odnaleźć wspólnego języka z partnerem z planu, Kennethem More’em.
W 1956 zagrała główną rolę w komedii Noëla Cowarda South Sea Bubble, lecz zrezygnowała z występów, gdy dowiedziała się o tym, że spodziewa się dziecka. Kilka tygodni później poroniła, po czym wpadła w trwający przez miesiące okres depresji. Dołączyła do Oliviera w europejskim tournée Tytusa Andronikusa, gdzie często wybuchała złością na Oliviera i innych członków zespołu. Po powrocie do Londynu jej były mąż, Leigh Holman, który wciąż wywierał na nią duży wpływ, musiał przybyć do domu Olivierów i próbował pomóc w uspokojeniu aktorki.
W 1958 uznała, że jej małżeństwo jest już skończone. Została konkubiną Jacka Merivale'a, który zdawał sobie sprawę ze stanu zdrowia psychicznego Leigh i zapewnił Oliviera, że będzie się nią opiekował. Gdy w 1959 odniosła sukces w komedii Look After Lulu Noëla Cowarda, krytyk „The Timesa” określił ją jako „piękną, uroczo luźną, właściwie jest panią każdej sytuacji”.
3 grudnia 1960 rozwiodła się z Olivierem, a ten niedługo później ożenił się z aktorką Joan Plowright. W swojej autobiografii Olivier odpowiedzialność za lata problemów małżeńskich zrzucał na chorobę Leigh: „przez cały okres jej opętania przez niezwykle nikczemnego demona – psychozę maniakalno-depresyjną, z jej wciąż zawężającą się spiralą śmierci – udało jej się zatrzymać swoją przebiegłość – zdolność do ukrywania prawdziwego stanu psychicznego przed wszystkimi z wyjątkiem mnie, na którym nie powinna była oczekiwać udźwignięcia tego ciężaru”.

### Ostatnie lata i śmierć
Merivale potrafił zaopiekować się Leigh i ustabilizować jej życie, choć ta, jak zwierzyła się Radie Harris, „wolałaby raczej żyć krótko z Larrym [Olivierem] niż długo bez niego”. Jej pierwszy mąż, Leigh Holman, także spędzał z nią sporo czasu. Merivale towarzyszył u jej boku podczas trwającej od lipca 1961 do maja 1962 trasy po Australii, Nowej Zelandii i Ameryce Łacińskiej. Leigh zebrała pozytywne recenzje, nie dzieląc się uwagą widzów z Olivierem. Pomimo powtarzających się ataków depresji, kontynuowała pracę w teatrze. W 1963 przyznano jej nagrodę Tony dla najlepszej aktorki pierwszoplanowej w musicalu za rolę w Towarzyszu. Wzięła udział w dwóch filmach: Rzymskiej wiośnie pani Stone (1961) i Statku szaleńców (1965).
W maju 1967 w trakcie przygotowań do sztuki A Delicate Balance pióra Edwarda Albee’ego z udziałem Michaela Redgrave’a przeżyła nawrót gruźlicy. Po kilku tygodniach odpoczynku wydawało się, że wyzdrowiała. W nocy z 7 na 8 lipca 1967 Merivale wyszedł z domu, by jak co wieczór wystąpić w teatrze. Około północy wrócił do domu i zastał ją śpiącą w łóżku. Pół godziny później wrócił do sypialni i znalazł jej ciało leżące na podłodze. Mając płyn w płucach, próbowała dojść do łazienki, ale przewróciła się i upadła. Merivale poinformował o tym fakcie Oliviera, leczącego się w pobliskim szpitalu z raka prostaty. Ten niezwłocznie dotarł do mieszkania Leigh i ku „głębokiemu bólowi” odkrył, że Merivale przeniósł zwłoki Leigh na łóżko. Następnie pożegnał się z nią i, jak później napisał w autobiografii, „stał i modlił się o przebaczenie za wszelkie zło, które ich rozdzieliło”. Za oficjalną przyczyny jej śmierci podaje się gruźlicę. Razem z Merivale’em zajął się przygotowaniami do pogrzebu.
Akt zgonu Leigh jako datę śmierci podaje 8 lipca, chociaż niektóre źródła wskazują na 7 lipca.
Jej szczątki zostały skremowane, a następnie rozsypane nad jeziorem Tickerage Mill koło Blackboys w hrabstwie East Sussex. Uroczystości pogrzebowe odbyły się w kościele St Martin-in-the-Fields; mowę pogrzebową wygłosił John Gielgud. W Stanach Zjednoczonych jako pierwszą aktorkę wyróżniono ją tytułem „przyjaciółki bibliotek University of Southern California”. Ceremonia miała charakter nabożeństwa żałobnego z seansem fragmentów filmów z jej udziałem i wyrazami uznania złożonymi przez dawnych współpracowników, jak np. George Cukor.

## Ocena i spuścizna
Leigh uważano za jedną z najpiękniejszych aktorek swoich czasów, a reżyserowie jej filmów podkreślali to w swoich filmach. Gdy zapytano ją, czy jej uroda stanowiła przeszkodę w byciu uważaną za kompetentną aktorkę, odpowiedziała: „ludzie sądzą, że jeśli wyglądasz dosyć znośnie, to być może nie potrafisz grać. Ja skupiam się jedynie na aktorstwie. Uważam, że uroda może stanowić wielkie utrudnienie, jeżeli chcesz wyglądać jak rola, którą grasz, a ta niekoniecznie wygląda tak samo jak ty”.
Reżyser George Cukor powiedział o Leigh, że była „wytrawną aktorką, hamowaną przez swoją urodę”, a Laurence Olivier stwierdził, że krytycy powinni „docenić ją za umiejętności aktorskie, a nie wiecznie ferować nieprawdziwe osądy ze względu na jej wspaniałą urodę”. Garson Kanin podzielał ich punkt widzenia, opisując Leigh jako „fantastyczną kobietę, której zachwycająca uroda często przesłaniała jej olbrzymie osiągnięcia jako aktorki. Wielkie piękności rzadko bywają wielkimi aktorkami – ponieważ po prostu nie muszą nimi być. Vivien była inna: ambitna, wytrwała, poważna, często natchniona”.
Leigh wytłumaczyła, że zagrała „tak wiele ról, jak to było możliwe” w celu nauki swojego rzemiosła i by rozwiać uprzedzenia o jej talencie. Wierzyła, że trudniej wystąpić w komedii niż w dramacie, gdyż wymaga ona dokładniejszego wyczucia czasu i twierdziła, iż w nauce zawodu aktora większą wagę powinno się przykładać do komedii. Pod koniec kariery, w której trakcie występowała od komedii Noëla Cowarda, po tragedie Williama Szekspira, stwierdziła, iż „znacznie łatwiej skłonić ludzi do płaczu niż do śmiechu”.
Jej pierwsze występy przyniosły jej natychmiastowy sukces w Wielkiej Brytanii, lecz aż do premiery Przeminęło z wiatrem pozostawała w znacznym stopniu nieznana w pozostałej części świata. W grudniu 1939 roku w „The New York Timesie” napisano: „Scarlett w wykonaniu panny Leigh dowodzi słuszności temu absurdalnemu konkursowi talentów, który pośrednio ją wyłonił jako zwyciężczynię. Jest tak perfekcyjnie stworzona do tej roli przez sztukę i naturę, że nie wyobrażam sobie żadnej innej aktorki w tej roli”, a gdy jej sława stała się powszechna, jako Scarlett znalazła się na okładce prestiżowego „Time'a”. W 1969 roku Andrew Sarris stwierdził, że sukces filmu był w dużej mierze zasługą „szczęśliwego obsadzenia Leigh w roli O’Hary”, a w 1998 roku napisał, że „[Leigh] żyje w naszych umysłach i wspomnieniach jako dynamiczna siła statyczna obecność”. Leonard Maltin określił film mianem jednego z najlepszych w historii, o Leigh pisząc w 1998 roku, że „błyskotliwie zagrała swoją rolę”.
Jej występ w Tramwaju zwanym pożądaniem na West Endzie, opisany przez krytyk teatralną Phyllis Hartnoll jako „dowód potężniejszych sił jako aktorka, aniżeli dotąd miała sposobność okazać”, przyczynił się do powstania długiego okresu, w którym uważano ją za czołową aktorkę w brytyjskim teatrze. Komentując późniejszą filmową wersję, Pauline Kael napisała, że Leigh i Marlon Brando „tworzą dwie kreacje zaliczane do najlepszych w historii filmu”, a gra Leigh jest „jedną z tych rzadkich interpretacji, które naprawdę potrafią pobudzić zarówno strach, jak i litość”.

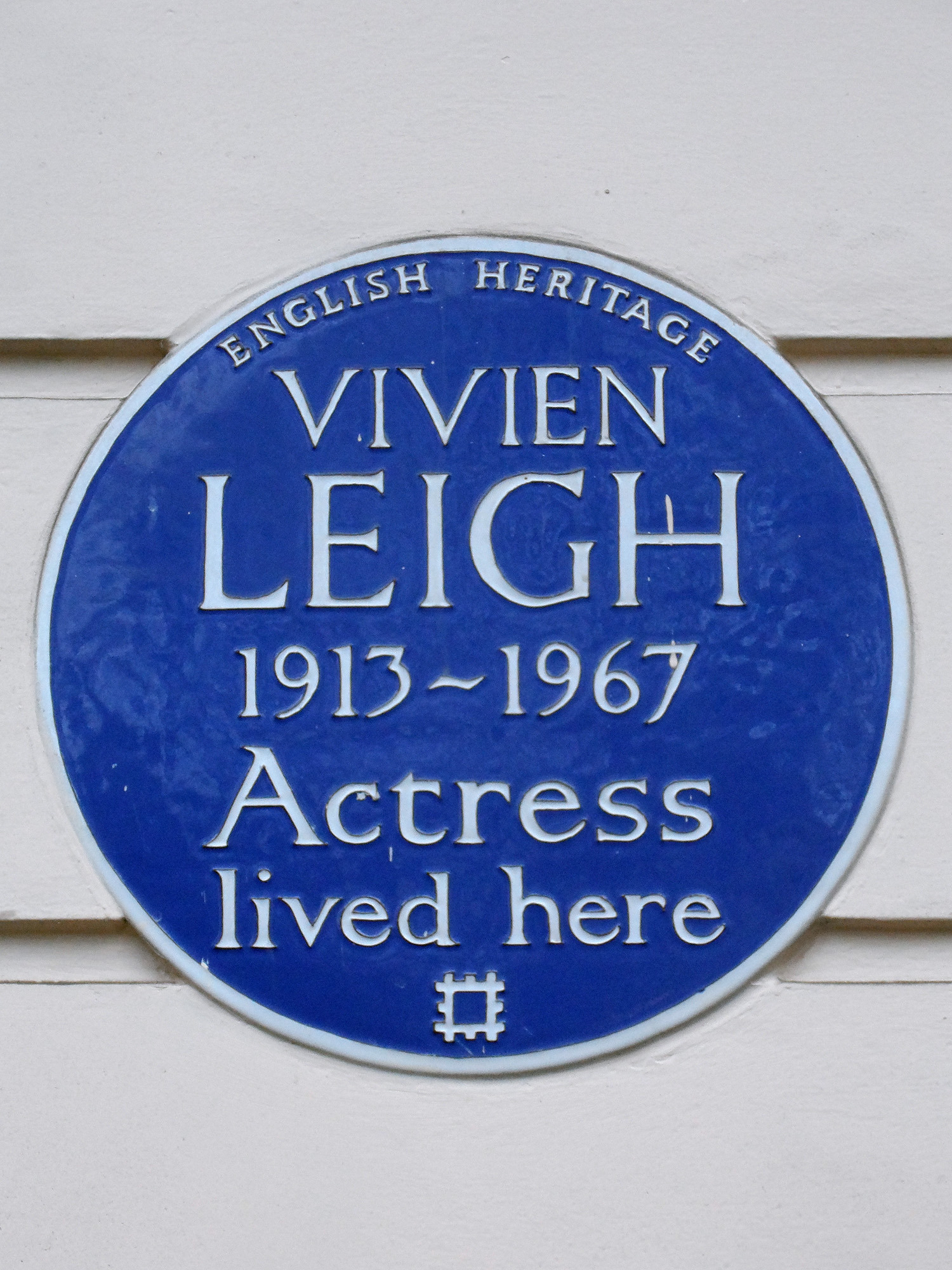
Tablica pamiątkowa upamiętniająca Leigh, umieszczona na elewacji budynku w Belgravii, w którym aktorka spędziła ostatnie lata swojego życia

Kenneth Tynan wyśmiewał występ aktorki u boku Oliviera w inscenizacji Tytusa Andronikusa z 1955 roku, że Leigh „przyjmuje wiadomość o tym, że zostanie zniewolona na zwłokach swojego męża z łagodną irytacją jednej z tych, które wolałyby gumę piankę”. Był też jednym z krytyków, którzy negatywnie ocenili jej kreację Lady Makbet z 1955 roku, mówiąc, że była wiotka i brakowało jej niezbędnej do tej roli furii. Jednakże po jej zgonie diametralnie zmienił swoją opinię, przyznając, że jego wcześniejszy krytycyzm „był jednym z największych błędów osądu”, jaki kiedykolwiek popełnił. Zrozumiał, że interpretacja w wykonaniu Leigh, w której Lady Makbet używa swojego seksapilu, by wywierać przemożny wpływ na Makbeta, „ma większy sens [...] aniżeli typowe ujęcie tej postaci jako hetery”. W ankiecie wśród krytyków teatralnych przeprowadzonej po śmierci Leigh, kilku określiło tę interpretację jako jedno z jej największych dokonań teatralnych.
W 1969 roku odsłonięto tablicę pamiątkową w St Paul’s, londyńskim kościele aktorów. W 1985 roku jej podobiznę umieszczono na serii brytyjskich znaczków pocztowych upamiętniających „brytyjski rok filmowy”, obok Alfreda Hitchcocka, Charliego Chaplina, Petera Sellersa i Davida Nivena. W kwietniu 2013 roku Royal Mail ponownie wydało partię pocztówek z jej wizerunkiem, tym razem z okazji setnej rocznicy urodzin aktorki.
W 1999 roku Biblioteka Brytyjska zakupiła dokumenty osobiste Laurence’a Oliviera od jego spadkobierców. Znana jako „The Laurence Olivier Archive” kolekcja zawiera wiele prywatnych dokumentów Vivien Leigh, w tym liczne listy napisane do Oliviera. Rzeczy osobiste Vivien Leigh – w tym listy, fotografie, umowy, pamiętniki, scenariusze filmowe i teatralne – odziedziczyła jej córka, Suzanne Farrington, a po niej wnukowie aktorki. W 2013 roku kolekcję tę nabyło Muzeum Wiktorii i Alberta. W 1994 roku National Library of Australia kupiła album fotograficzny podobno należący niegdyś do Olivierów, oznaczony jako „L & V O”, zawierający 573 zdjęcia pary wykonane podczas ich tournée po Australii w 1948 roku. Jest obecnie przechowywany jako część dokumentacji dotyczącej historii sztuk widowiskowych w Australii.

## Filmografia

### Filmy fabularne
Źródło: Edwards 1978
| Rok  | Tytuł                                                    | Rola              | Reżyser                        | Pozostała obsada                                               |
| ---- | -------------------------------------------------------- | ----------------- | ------------------------------ | -------------------------------------------------------------- |
| 1935 | The Village Squire                                       | Rose Venables     | Reginald Denham                | David Horne Leslie Perrins                                     |
| 1935 | Things Are Looking Up                                    | uczennica         | Albert de Courville            | Cicely Courtneidge                                             |
| 1935 | Look Up and Laugh                                        | Marjorie Belfer   | Basil Dean                     | Gracie Fields                                                  |
| 1935 | Gentlemen’s Agreement                                    | Phil Stanley      | George Pearson                 | Frederick Peisley Anthony Holles                               |
| 1937 | Wyspa w płomieniach Fire Over England                    | Cynthia           | William K. Howard              | Flora Robson Raymond Massey Leslie Banks Laurence Olivier      |
| 1937 | Dark Journey                                             | Madeleine Goddard | Victor Saville                 | Conrad Veidt                                                   |
| 1937 | Burza w szklance wody Storm in a Teacup                  | Victoria Gow      | Ian Dalrymple i Victor Saville | Rex Harrison Cecil Parker Sara Allgood                         |
| 1938 | Jankes w Oksfordzie A Yank at Oxford                     | Elsa Craddock     | Jack Conway                    | Robert Taylor Lionel Barrymore Maureen O’Sullivan Edmund Gwenn |
| 1938 | Zaułek św. Marcina Sidewalks of London                   | Libby             | Tim Whelan                     | Charles Laughton Rex Harrison                                  |
| 1939 | Przeminęło z wiatrem Gone with the Wind                  | Scarlett O’Hara   | Victor Fleming                 | Clark Gable Leslie Howard Olivia de Havilland                  |
| 1940 | 21 dni 21 Days                                           | Wanda             | Basil Dean                     | Laurence Olivier                                               |
| 1940 | Pożegnalny walc Waterloo Bridge                          | Myra Lester       | Mervyn LeRoy                   | Robert Taylor Lucile Watson Virginia Field                     |
| 1941 | Lady Hamilton That Hamilton Woman                        | Emma Hamilton     | Alexander Korda                | Laurence Olivier Alan Mowbray Sara Allgood Gladys Cooper       |
| 1945 | Cezar i Kleopatra Caesar and Cleopatra                   | Kleopatra         | Gabriel Pascal                 | Claude Rains Stewart Granger Flora Robson                      |
| 1948 | Anna Karenina                                            | Anna Karenina     | Julien Duvivier                | Ralph Richardson                                               |
| 1951 | Tramwaj zwany pożądaniem A Streetcar Named Desire        | Blanche DuBois    | Elia Kazan                     | Marlon Brando Kim Hunter Karl Malden                           |
| 1955 | The Deep Blue Sea                                        | Hester Collyer    | Anatole Litvak                 | Kenneth More                                                   |
| 1961 | Rzymska wiosna pani Stone The Roman Spring of Mrs. Stone | Karen Stone       | José Quintero                  | Warren Beatty Lotte Lenya                                      |
| 1965 | Statek szaleńców Ship of Fools                           | Mary Treadwell    | Stanley Kramer                 | Simone Signoret José Ferrer Lee Marvin                         |

### Seriale telewizyjne
- 1959: ITV Play of the Week jako Sabina

## Spektakle teatralne
- 1934: Murder In Mayfair
- 1935: The Green Sash (Zielona szarfa) jako Giusta
- 1935: The Mask Of Virtue (Maska cnoty) jako Henrietta Duquesnoy
- 1936: Richard III (Ryszard III) jako królowa
- 1936: The Happy Hypocrite (Szczęśliwy hipokryta) jako Jenny Mere
- 1936: Henry VIII (Henryk VIII) jako Anna Boleyn
- 1937: Becouse We Must (Ponieważ musimy) jako Pamela Golding – French
- 1937: Bats In The Belfy (Nietoperze z Belfy) znane również jako (Nietoperze w Dzwonnicy) jako Jessica Morton
- 1937: Hamlet (Hamlet) jako Ofelia
- 1937: A Midsummer Night’s (Sen nocy letniej) jako Titania
- 1938: Serena Blandish (Serena Blandish) jako Serena Blandish
- 1940: Romeo and Juliet (Romeo i Julia) jako Julia
- 1942: The Doctor’s Dilemma (Dylemat doktora) jako Jennifer Dubedat
- 1942: Spring Party (Wiosenne przyjęcie)
- 1942: The School For Skandal (Szkoła dla skandalu) jako lady Teazle
- 1945: The Skin Of Our Teeth (Skóra naszych zębów) jako Sabina
- 1946: Richard III (Ryszard III) jako lady Anne
- 1949: Antigone (Antygona) jako Antygona
- 1949: The Streetcar Named Desire (Tramwaj zwany pożądaniem) jako Blanche Du Bois
- 1951: Caeser And Cleopatra (Cezar i Kleopatra) jako Kleopatra
- 1951: Antony And Cleopatra (Antoniusz i Kleopatra) jako Kleopatra
- 1953: The Sleeping Prince (Śpiący książę) jako Mary Morgan
- 1955: Twelfth Night (Wieczór trzech króli) jako Viola
- 1955: Macbeth (Makbet) jako lady Macbeth
- 1955: Titus Andronicus (Tytus Andronikus) jako Lavinia
- 1956: South Sea Bubble (Bańka południowego morza) jako lady Aleksandra Shotter
- 1958: Duel Of Angels (Pojedynek aniołów) jako Paola
- 1959: Look After Lulu (Popatrz na Lulu) jako Lulu d’Arville
- 1962: The Lady Of The Camellias (Dama kameliowa) jako Marguerite
- 1963: Tovarich (Towarzysz) jako Tatiana
- 1965: La Contessa (La Contessa) jako Contessa Sanziani
- 1966: Ivanov (Iwanow) jako Anna Petrowna

## Nagrody i nominacje
| Rok  | Dzieło                   | Nagroda                                                                                   | Wynik     |
| ---- | ------------------------ | ----------------------------------------------------------------------------------------- | --------- |
| 1939 | Przeminęło z wiatrem     | Oscar dla najlepszej aktorki pierwszoplanowej                                             | Wygrana   |
| 1939 | Przeminęło z wiatrem     | New York Film Critics Circle Award for Best Actress                                       | Wygrana   |
| 1951 | Tramwaj zwany pożądaniem | Oscar dla najlepszej aktorki pierwszoplanowej                                             | Wygrana   |
| 1951 | Tramwaj zwany pożądaniem | Nagroda Brytyjskiej Akademii Filmowej dla najlepszej pierwszoplanowej aktorki brytyjskiej | Wygrana   |
| 1951 | Tramwaj zwany pożądaniem | New York Film Critics Circle Award for Best Actress                                       | Wygrana   |
| 1951 | Tramwaj zwany pożądaniem | Puchar Volpiego dla najlepszej aktorki                                                    | Wygrana   |
| 1951 | Tramwaj zwany pożądaniem | Złoty Glob dla najlepszej aktorki w filmie dramatycznym                                   | Nominacja |
| 1963 | Towarzysz                | Nagroda Tony dla najlepszej aktorki pierwszoplanowej w musicalu                           | Wygrana   |